# Каретник, Елена Васильевна
Елена Васильевна Каретник (род. 11 ноября 1967, Киев) — украинский кинорежиссёр и сценарист фильмов на христианскую тематику. Создатель около 70-ти фильмов. Лауреат православных кинофестивалей «Покров» и «Крест Апостола Андрея».

## Биография
Елена Каретник родилась в Киеве в 11 ноября 1967 года.
С 1991 по 1997 год работала в Национальной телерадиокомпании Украины — режиссёром программы «Канал Д», ассистентом режиссёра редакции программ для детей и администратором.
В 1993 году поступила в Институт Театрального и киноискусства им. Карпенко-Карого на факультет кино по специальности кинорежиссёр. В то время учебный корпус института находился на территории Киево-Печерской Лавры. Нахождение в монастырских стенах повлияло на творческий путь и становление молодого режиссёра. Дипломной работой (1998 год) стал фильм «Женщина мужского монастыря» о православной преподобной Досифее, жившей в Китаевской Пустыни Киева в в XVIII веке.
С 1997 по 1998 год работала в теледепартаменте компании «Berson&Marsteller» (США) журналистом программы «ProUkraine».
В 1998 год — 2000 годах принимала участие в создании и становлении «Нового канала». Работала режиссёром службы эфира и режиссёром программы «Правила игры». Была также режиссёром проектов «Студия» (ведущие проекта — Андрей Куликов, Слава Фролова, Лидия Таран и др.), «С пивом по жизни» (ведущие проекта — Юрий Горбунов, Анатолий Дяченко) и «Татьянин полдень» (ведущая проекта — народная артистка Украины Татьяна Цымбал).
C 2000 по 2001 год работала на телеканале «Интер» линейным режиссёром программы «Вкусно с Борисом Бурдой».
С 2002 по 2004 год руководила проектом «Клуб здоровья» в телекомпании «ТЕТ».
С 2004 года — режиссёр Главной редакции телевизионных программ Украинской Православной Церкви.
С 2005 года — также режиссёр телеканала «Глас».
С 2004 года неоднократно участвовала в международном фестивале православного кино «Покров», получив несколько наград. В 2012 году входила в состав жюри кинофестиваля.
С 2010 года Елена Каретник возглавляла студию документальных фильмов и телепрограмм при синодальном информационно-просветительском отделе Украинской Православной Церкви.
Замужем, воспитывает двух сыновей.
В 2014 году оставила студию УПЦ. В настоящее время работает над созданием кино для детей.
С 2016 году — открыла собственную кинокомпанию Kazka Production.

## Награды
Неоднократно получала награды православного кинофестиваля Покров:
- 2006 год[4]: III премия — фильм «Святитель Игнатий мариупольский» (режиссёр, телекомпания «Глас»).
- 2007 год[5]: приз зрительских симпатий и диплом «За творческий поиск в художественно-документальном кино» — фильм «Шире небес» (режиссёр, Телекомпания «Издательство Глас»).
- 2009 год[6][7]:
  - II премия номинации «Телепрограммы» и диплом «За творческий поиск в художественно-документальном кино» — фильм «Страницы Евангелия» (режиссёр, ТРК «Глас», Украина).
  - Премия имени Сергея Лосева за лучшую режиссуру — фильм «Покровитель Средиземноморья» (режиссёр Елена Каретник, ТРК «Глас», Украина)
- 2011 год[8]: Номинация «Документальное кино», III премия — фильм «Пасха» (режиссёр).

В 2006 году в составе творческой группы телеканала «Глас» участвовала в Первом международном фестивале православных фильмов «Крест святого Андрея», на котором был представлен фильм «Благословение апостола Андрея» от телеканала «Глас». Фильм получил награду за лучшую режиссуру.
В 2009 году Украинская Православная Церковь отмечала 300-летие преставления её основателя — святителя Димитрия Ростовского. К этому событию вышел фильм Елены Каретник о святителе Димитрии, за который она была награждена митрополитом Украинской Православной Церкви Владимиром новым орденом, учреждённым в честь Святителя Димитрия.

## Фильмография
- «Благословение Апостола Андрея»
- «Преподобный Алипий Иконописец»
- «Царственная Инокиня»
- «Фиофил — Христа ради юродивый»
- «Святитель Петро Могила»
- «Святой Иона Киевский»
- «Святой Иона Одесский»
- «Преподобный Кукша Одесский»
- «Схиархиепископ Антоний Абашидзе»
- «Святитель Игнатий Мариупольский»
- «Преподобный Лаврентий Черниговский»
- «Святой Амфилохий Почаевский»
- «Преподобный Алексий Голосеевский»
- «Свято у Рильскому монастирі»
- «Чудо у Зейтуні»
- «Светильники пустыни»
- «Метеори — скелі Божі»
- «Кипр»
- «Румынская Молдова»
- «Почаев»
- «Притча о Блудном Сыне»
- «Притча о злых виноградарях»
- «Притча о милосердном самаритянине»
- «Чудо в Кане Галилейской»
- «Чудесный улов»
- «Воскрешение дочери Иаира»
- «Исцеление расслабленного»
- «Чудесное насыщение»
- «Хождение по водам»
- «Воскрешение Лазаря»
- «Шио — Мгвимский монастырь»
- «Монастырь Марткопи»
- «Монастырь Зедазени»
- «Монастырь Бетания»
- «Монастырь Светисховели»
- «Монастырь Самтавро»
- «Тбилисский Сион»
- «Монастырь Джвари»
- «Старый Тбилиси»
- «Православная Грузия»
- «Горные монастыри и селенья Кипра»
- «Болгарские Древности»
- «Святая Земля»
- «Гостеприимная Грузия»
- «Улицами Древнего Каира»
- «Итальянские мотивы»
- «Греция: следуя за Апостолами»
- «Кино — Сага о Божьей Матери»
- «ШИРЕ НЕБЕС в 7 фильмах»
- «Галилеянин»
- «Преподобный Феодосий Печерский»
- «Покровитель Средиземноморья. Святитель Спиридон Тримифунтский»
- «Украинский Златоуст. Святитель Дмитрий Ростовский»
- «Пасха»
- «Пятое Евангелие»
- «Сокровища Царицы Елены»
- «Рождество»